# Luigi Sansonetti
Pour les articles homonymes, voir Sansonetti.
Luigi Sansonetti (Rome, 22 février 1888 - Rome, 7 novembre 1959) était un amiral italien, qui s'est distingué en tant qu'officier pendant la guerre italo-turque puis pendant la Première Guerre mondiale, où il a été attaché au commandement de l'escadron de combat, puis commandant des torpilleurs opérant dans la mer Adriatique. En tant que commandant du croiseur lourd Fiume (1935-1936), il participe aux opérations navales pendant la guerre civile d'Espagne. Pendant la Seconde Guerre mondiale, il est commandant de la 7e puis de la 3e division navale, participant aux batailles de Punta Stilo, Capo Teulada et Capo Matapan. En juillet 1941, il est nommé chef d'état-major adjoint de la Regia Marina, sous le commandement des amiraux Arturo Riccardi et Raffaele de Courten. Lorsque l'armistice est signé le 8 septembre 1943, il reste dans la capitale pour coordonner les opérations qui conduisent la flotte italienne à se rendre aux Alliés à Malte, puis quitte Rome à pied pour traverser la ligne de front et rejoindre Brindisi où il reprend ses fonctions. D'avril 1944 à février 1951, il est président du Conseil supérieur de la marine. Il a été décoré des croix de chevalier et d'officier de l'ordre militaire de Savoie, d'une médaille d'argent et d'une médaille de bronze de la valeur militaire.

## Biographie
Il est né à Rome le 22 février 1888. Il s'engage dans la Regia Marina et en 1905, il est admis à l'Académie navale royale de Livourne, où il est nommé enseigne de vaisseau (guardiamarina) en 1908. Promu sous-lieutenant de vaisseau (sottotenente di vascello), il participe à la guerre italo-turque (1911-1912), débarque à Tripoli à la tête d'une unité de marins, et reçoit la médaille de bronze de la valeur militaire. Lieutenant de vaisseau (tenente di vascello) en 1914, pendant la Première Guerre mondiale (1915-1918), il est affecté au commandement de l'escadron de combat, puis commandant des torpilleurs en mer Adriatique Capitaine de corvette (capitano di corvetta) en 1922, capitaine de frégate (capitano di fregata)  en 1926, capitaine de vaisseau (capitano di vascello) en 1932, il commande des destroyers, des escadrons et des flottilles de torpilleurs. Entre 1932 et 1933, il est attaché au bureau de presse du chef du gouvernement et, en 1934, chef d'état-major du département militaire maritime de Tarente.
En tant que commandant du croiseur lourd Fiume (26 septembre 1935 - 11 décembre 1936), il participa aux opérations navales pendant la guerre civile d'Espagne. Entre 1936 et 1939, il fut attaché au bureau du chef d'état-major de la marine, promu contre-amiral (contrammiraglio) en 1938 et amiral de division (ammiraglio di divisione) en 1939.
À partir du 3 août 1939, il prend le commandement de la 7e division navale stationnée à Naples, en levant son insigne (navire-amiral) sur le croiseur léger Eugenio di Savoia, et participe aux opérations de guerre après l'entrée en guerre du royaume d'Italie le 10 juin 1940. À partir du 28 août de la même année, il est nommé commandant de la 3e division navale, en levant son insigne sur le croiseur lourd Trieste. Il participe aux batailles de Punta Stilo, Capo Teulada et Capo Matapan, se distinguant toujours par son courage, son audace et sa détermination. Il quitte le commandement de la 3e division navale et, le 24 juillet 1941, il devient chef d'état-major adjoint de la Regia Marina, remplaçant l'amiral Inigo Campioni au moment le plus critique de la guerre. Il collabora efficacement, toujours au sein du Haut Commandement de la Marine (Supermarina), avec le chef d'état-major, l'amiral Arturo Riccardi, dans la conduite des opérations navales, et lors de la très dure bataille des convois qui assuraient le ravitaillement des troupes opérant en Afrique du Nord.
Dès l'armistice du 8 septembre 1943 (Armistice de Cassibile), le chef d'état-major de la marine, l'amiral Raffaele de Courten, doit quitter Rome dans la suite du roi Victor Emmanuel III pour rejoindre Brindisi à bord de la corvette Baionetta, et lui fait prendre la direction de l'état-major général en lui laissant des ordres sans équivoque. Resté à son poste, il dirigea les opérations qui amenèrent la flotte italienne à se rendre aux Alliés à Malte. Il assura la coordination des opérations navales en utilisant, pour communiquer avec les différents commandements, un wagon radio placé dans une des cours du ministère de la Marine.
Le 13 septembre, il réunit tous les officiers présents et prend les dernières dispositions car toute activité doit être suspendue par les instructions allemandes. Il désigne les officiers qui doivent rester à leur poste afin de préserver les bureaux, puis, devant le comportement de plus en plus menaçant des troupes allemandes, il part à pied le 25 pour rejoindre le gouvernement à Brindisi. Après avoir heureusement franchi la ligne de front, il parvient à rejoindre la nouvelle capitale où il reprend son poste de chef d'état-major. Pour ce fait, il est décoré de la croix d'officier de l'Ordre militaire de Savoie. D'avril 1944 à février 1951, il est président du Conseil supérieur de la marine.
Il est mort à Rome le 7 novembre 1959, à la suite d'une chute de cheval.
Son fils Ugo Sansonetti est un écrivain et un athlète.

## Distinctions honorifiques

### Distinctions italiennes
- Chevalier de l'ordre militaire de Savoie - décret royal du 2 mars 1942[4].
- Officier de l'ordre militaire de Savoie - décret royal du 26 mars 1943[4].
- Médaille d'argent de la valeur militaire
 -- Commandant d'une division navale, alors qu'au cours de trois batailles contre de fortes formations navales son propre navire amiral était soumis à une intense action offensive, commandant d'abord de la 7e puis de la 3e division navale, il a conduit ses propres navires au feu, d'abord avec l'EUGENIO DI SAVOIA (8 juillet 1940) puis avec le TRIESTE (27 novembre 1940 et 28 mars 1941), donnant à ses employés un exemple admirable de sérénité, de courage et de mépris du danger. Méditerranée centrale, 10 juin 1940-21 avril 1941. - décret législatif du 12 avril 1946.

- Médaille de bronze de la valeur militaire - A la tête de son unité, sous le feu de l'ennemi, il a contribué par son attitude courageuse et sereine à repousser les assaillants. Tripoli, 7 octobre 1911. - décret royal du 7 novembre 1912.
- Grand officier de l'ordre de la Couronne d'Italie - décret royal du 21 avril 1939[5]
- Commandeur de l'ordre des Saints-Maurice-et-Lazare
- Grand officier de l'ordre colonial de l'Étoile d'Italie
- Chevalier grand-vroix de l'ordre du Mérite de la République italienne - décret présidentiel du 30 décembre 1952[6].
- Croix de guerre de la valeur militaire
- Médaille commémorative de la guerre italo-autrichienne 1915-1918 (4 années de campagne)
- Médaille commémorative de l'Unité italienne
- Médaille italienne de la Victoire interalliée

### Distinctions étrangères
- Chevalier grand-croix avec étoile de l'ordre de l'Aigle allemand
- Croix allemande en or - 18 janvier 1942[7]

## Sources
- (it) Cet article est partiellement ou en totalité issu de l’article de Wikipédia en italien intitulé « Luigi Sansonetti » (voir la liste des auteurs).

#### Périodiques
- (it) Giuliano Marzari et Giosuè Allegrini, Il trasferimento del governo e della famiglia reale (PDF), dans Bollettino d’archivio dell'Ufficio Storico della Marina Militare, Roma, Ministero della Difesa, mars-décembre 2015, p. 26.
- Pierre Gilles Cézembre, « Luigi Sansonetti : Quatre guerres sur mer pour l'Italie », La grande histoire des armées, no 18 « Les grands amiraux combats navals légendaires »,‎ juillet 2023, p. 84-85